# Södra Benickebrinken

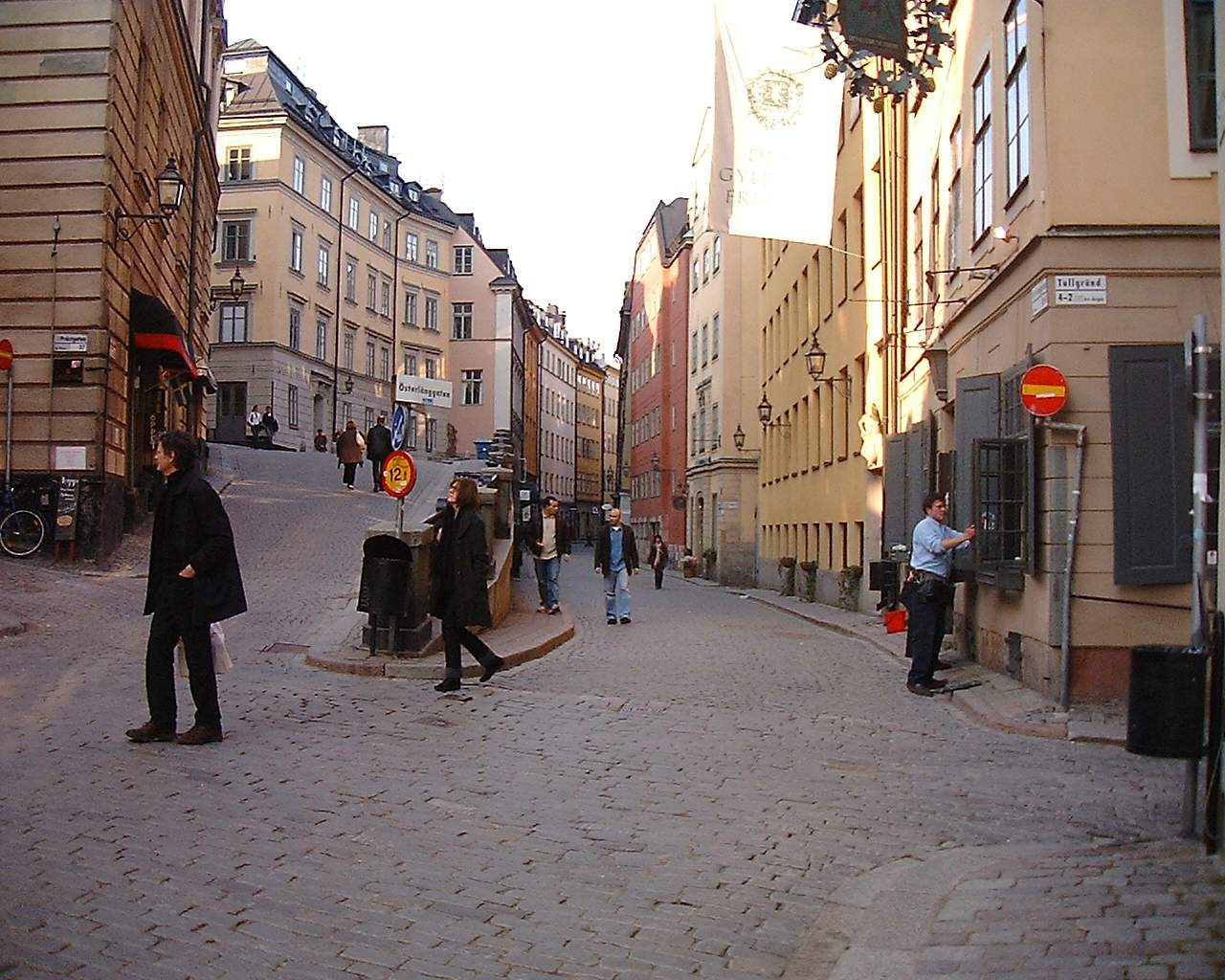
Södra Benickebrinken ovanför Österlånggatan, 2007.

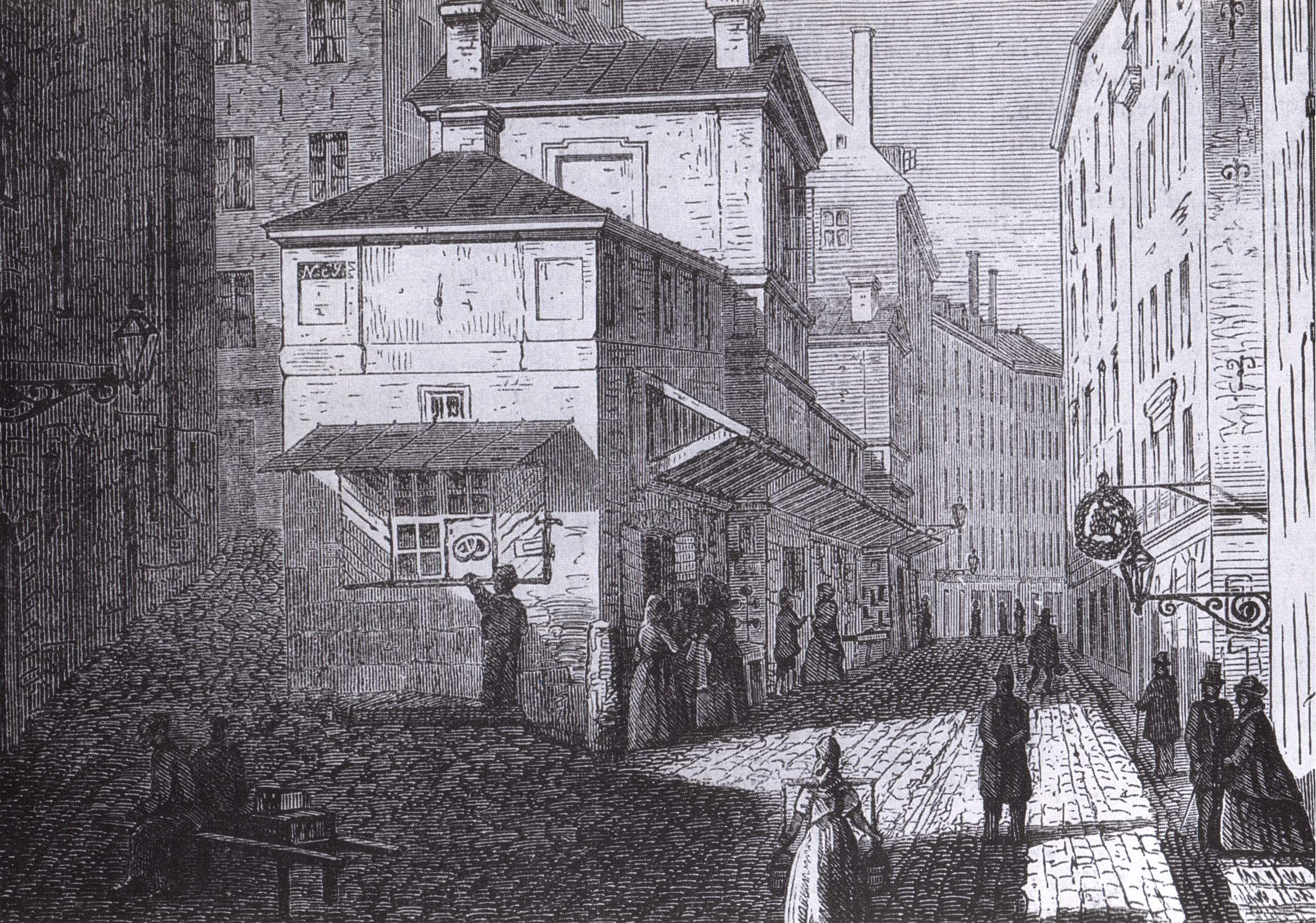
Södra Benickebrinken med kvarteret Medea 1865 av O A Mankell.

Södra Benickebrinken är en mindre gata, egentligen brink, i Gamla stan i Stockholm. Norra och södra Benickebrinken förbinder Österlånggatan med en högre belägna Svartmangatan och Baggensgatan. 

## Historik
Namnet är antaget efter vintapparen Jören Benick som levde i slutet på 1500-talet. Han hade sitt hus och sin värdshusrörelse i en byggnad i kvarteret Medea som låg i trekanten mellan Benickebrinkena och Österlånggatan. Benicks värdshus kallades Solen och hade en sol i skylten. Rörelsen drevs vidare av hans släktingar och existerade i på 1800-talets slut, då kvarteret revs.
Här låg under medeltiden det katolska Svartbrödraklostret i Stockholm, varför brinken även kallades Svartbrödrabrinken eller Svartmunkabrinken. Av klostret återstår ett källarvalv vid Södra Benickebrinken 4, vilket förvaltas som en filial till Stockholms medeltidsmuseum.